# Alonso Cano

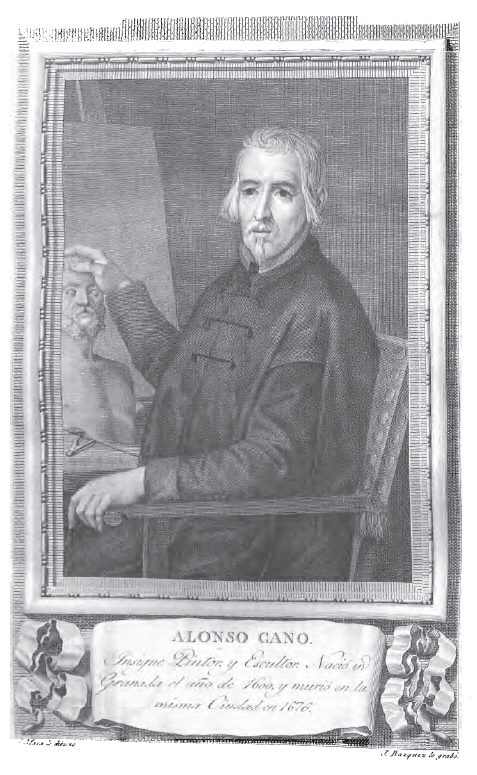
ALONSO CANO

Alonso Cano (Granada, 19 februari 1601 - aldaar, 3 september 1667) was een Spaanse schilder, beeldhouwer en architect uit de Andalusische School.

## Leven en werk
Alonso Cano leerde architectuur van zijn vader, de architect/beeldhouwer Miguel Cano, schilderen van Francisco Pacheco (die ook de leermeester was van Velázquez) en beeldhouwen van Juan Martínez Montañés.
Als schilder was hij in Sevilla werkzaam, waar hij in 1626 tot het lokale schildersgilde toetrad. Zijn vroege werken zijn naturalistisch. Zijn schilderstijl ontwikkelde zich tot een sterk lichtende, lumineuze stijl. Met zijn sculpturale, langgerekte figuren werd de uitstraling van zijn schilderijen elegant.
In 1638 vertrok Cano naar Engeland waar hij aan het hof van de graaf Olivares ging werken. In deze periode verdween zijn sculpturale schilderstijl en werd zijn stijl schilderachtiger.
In 1652 keerde hij weer terug naar Granada, waar hij een cyclus schilderde van het leven van de Heilige Maagd voor de Kathedraal van Granada. Na een verblijf van drie jaar in Madrid vestigde hij zich in 1660 voorgoed in Granada, waar hij als architect de leiding kreeg over de voltooiing van de kathedraal. De grote westfaçade werd door hem ontworpen en werd pas na zijn dood in 1667 gerealiseerd.

## Zie ook

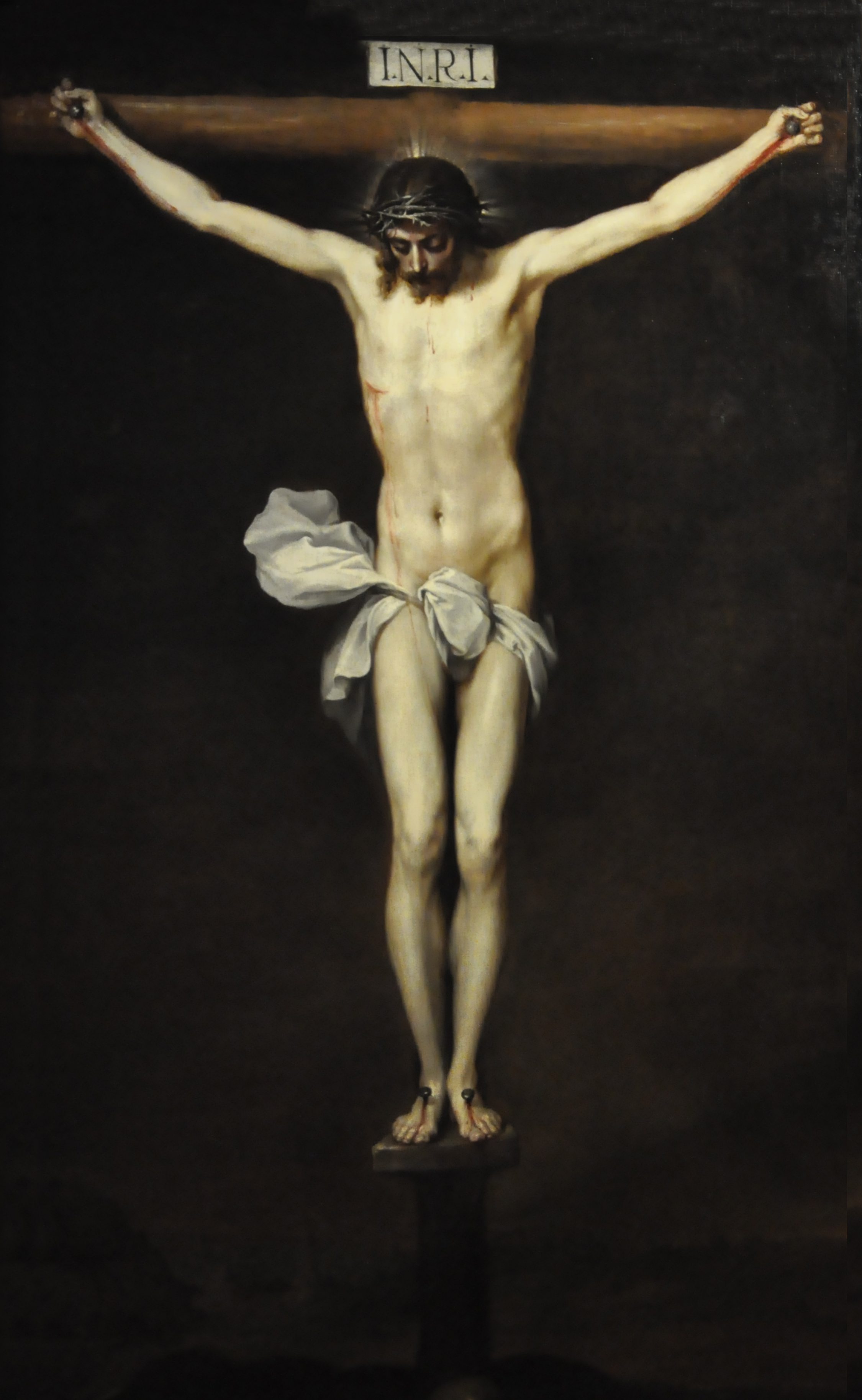
Gekruisigde Christus in de Real Academia de Bellas Artes de San Fernando
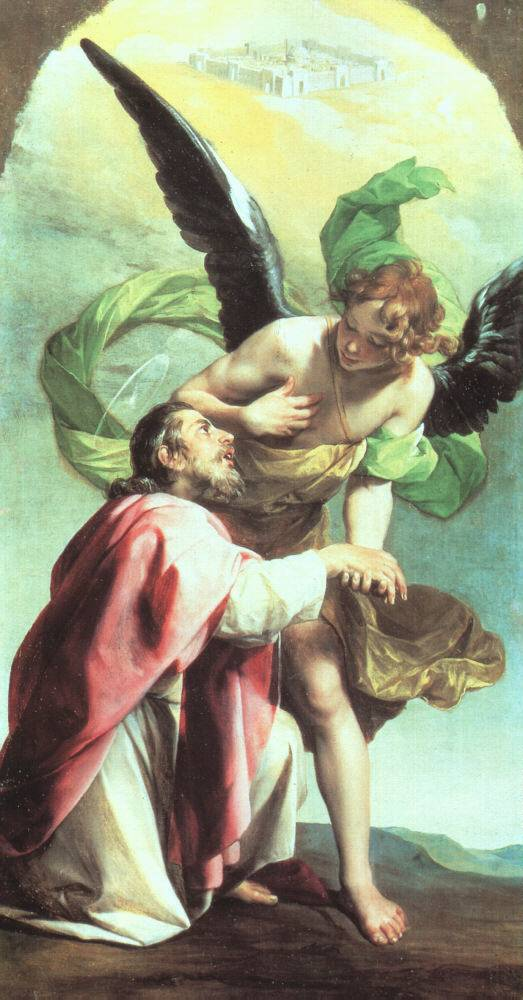
Visioen van Johannes ca. 1635, Olieverf op doek; Londen, Wallace Collection
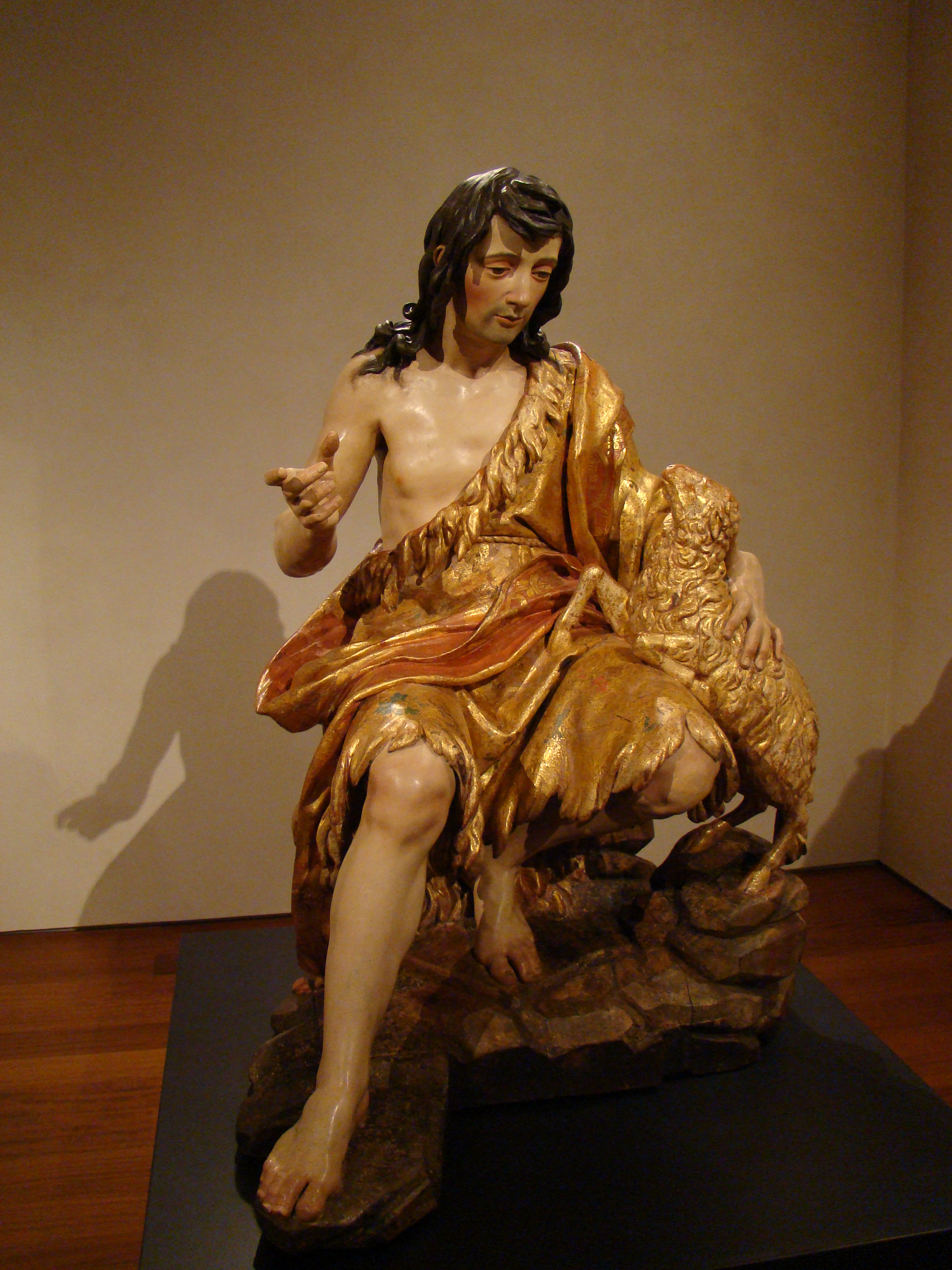
Johannes de Doper, Nationaal Museum voor de Beeldhouwkunst, Valladolid